# Антоніо Матео Лаос
Антоніо Матео Лаос (ісп. Antonio Miguel Mateu Lahoz; нар. 12 березня 1977, Альхімія-де-Альфара, Іспанія) — іспанський футбольний арбітр. Арбітр ФІФА з 2011 року.

## Кар'єра
Розпочав свою кар'єру судді в 1999 році (Терсера Дивізіон). З 2002 судив у Сегунді Дивізіон Б, відсудивши два роки в ньому, чотири сезони відпрацював у другому за значенням дивізіоні чемпіонату Іспанії — Сегунда Дивізіон. З 2008 судить матчі Ла Ліги, дебютував 13 вересня у матчі між «Севільєю» та «Спортінг» (Хіхон). До сезону 2015–2016 відсудив у вищому дивізіоні 131 матч, у Кубку Іспанії — 24 матчі.
1 січня 2011 року став арбітром ФІФА. Дебютував як головний арбітр матчу 26 березня в товариському матчі національних збірних Колумбії та Еквадору в Мадриді: гра завершилась перемогою колумбійців 2:0. У наступні місяці судив матчі національних, молодіжних збірних і попереднього раунду Ліги Європи.
1 грудня 2011 дебютував у груповому етапі Ліги Європи, відсудивши в п'ятому турі гру між німецьким Шальке 04 та румунським «Стяуа» (Бухарест).
Через рік, у грудні 2012 року Антоніо дебютує в груповому раунді Ліги чемпіонів, відсудив матч між французьким «Монпельє» та німецьким Шальке 04.
16 квітня 2014 Лаос вперше судив у фіналі Кубка Короля між грандами іспанського футболу Барселоною та «Реал» (Мадрид), перемогу здобув королівський клуб 2:1.
Судив матчі чемпіонату світу серед молодіжних команд 2015 року, кваліфікаційних відборів до чемпіонатів світу 2014 року, кваліфікаційного відбору чемпіонатів Європи 2012 та 2016 років.
Влітку 2016 обслуговував матчі чоловічого Олімпійського турніру в Ріо-де-Жанейро.
У 2017 обраний до числа головних арбітрів молодіжного чемпіонату світу з футболу 2017.
У 2021 році став головним арбітром фіналу Ліги чемпіонів між «Манчестер Сіті» та «Челсі».
5 червня 2022 року судив матч кваліфікаційного раунду чемпіонату світу з футболу між збірними Уельсу та України. У цьому поєдинку не призначив пенальті у ворота господарів після того, коли у штрафному майданчику господарів Андрій Ярмоленко, випередивши Джо Аллена в боротьбі за м'яч, упав на газон після удару валлійця по нозі капітана українців.
У 2022 році обраний арбітром на ЧС 2022 у Катарі. 9 грудня 2022 року Матео Лаос відсудив чвертьфінальний матч між збірними Нідерланди та Аргентини. Гра стала рекордною за кількістю жовтих карток — сімнадцять. Матч викликав неабиякий резонанс і ФІФА відсторонила арбітра від подальшого арбітражу без оголошення причини.

## Матчі національних збірних
| Дата              | Місце проведення              | Збірні                                   | Рахунок | Турнір               | ЖК | YK · YK · RK | RK |
| ----------------- | ----------------------------- | ---------------------------------------- | ------- | -------------------- | -- | ------------ | -- |
| 26 березня 2011   | Мадрид, Іспанія               | Еквадор – Колумбія                       | 0 – 2   | Товариський матч     | 1  | 0            | 0  |
| 10 серпня 2011    | Лоуле, Португалія             | Португалія – Люксембург                  | 5 – 0   | Товариський матч     | 2  | 0            | 0  |
| 11 жовтня 2011    | Пескара, Італія               | Італія – Північна Ірландія               | 3 – 0   | Кваліфікація ЧЄ 2012 | 0  | 0            | 0  |
| 7 вересня 2012    | Москва, Росія                 | Росія – Північна Ірландія                | 2 – 0   | Кваліфікація ЧС 2014 | 4  | 0            | 0  |
| 6 лютого 2013     | Марбелья, Іспанія             | Ісландія – Росія                         | 0 – 2   | Товариський матч     | 0  | 0            | 0  |
| 10 вересня 2013   | Оліва, Іспанія                | Канада – Мавританія                      | 0 – 1   | Товариський матч     | 2  | 1            | 0  |
| 19 листопада 2013 | Мерсін, Туреччина             | Туреччина – Білорусь                     | 2 – 1   | Товариський матч     | 2  | 0            | 0  |
| 29 березня 2014   | Алзіра, Іспанія               | Куба – Індонезія                         | 1 – 0   | Товариський матч     | 0  | 0            | 0  |
| 10 жовтня 2014    | Софія, Болгарія               | Болгарія – Хорватія                      | 0 – 1   | Кваліфікація ЧЄ 2016 | 4  | 0            | 0  |
| 16 листопада 2014 | Хайфа, Ізраїль                | Ізраїль – Боснія і Герцеговина           | 3 – 0   | Кваліфікація ЧЄ 2016 | 5  | 0            | 1  |
| 6 вересня 2015    | Конья, Туреччина              | Туреччина – Нідерланди                   | 3 – 0   | Кваліфікація ЧЄ 2016 | 7  | 0            | 0  |
| 6 вересня 2016    | Базель, Швейцарія             | Швейцарія – Португалія                   | 2 – 0   | Кваліфікація ЧС 2018 | 4  | 1            | 0  |
| 24 березня 2017   | Загреб, Хорватія              | Хорватія – Україна                       | 1 – 0   | Кваліфікація ЧС 2018 | 1  | 0            | 0  |
| 1 вересня 2017    | Трнава, Словаччина            | Словаччина – Словенія                    | 1 – 0   | Кваліфікація ЧС 2018 | 2  | 0            | 0  |
| 7 жовтня 2017     | Софія, Болгарія               | Болгарія – Франція                       | 0 – 1   | Кваліфікація ЧС 2018 | 5  | 0            | 0  |
| 13 листопада 2017 | Мілан, Італія                 | Італія – Швеція                          | 0 – 0   | Кваліфікація ЧС 2018 | 9  | 0            | 0  |
| 21 червня 2018    | Самара, Росія                 | Данія – Австралія                        | 1 – 1   | ЧС 2018              | 2  | 0            | 0  |
| 26 червня 2018    | Ростов-на-Дону, Росія         | Ісландія – Хорватія                      | 1 – 2   | ЧС 2018              | 5  | 0            | 0  |
| 10 вересня 2018   | Ер-Ріяд, Саудівська Аравія    | Саудівська Аравія − Болівія              | 2 – 2   | Товариський матч     | 7  | 0            | 0  |
| 12 жовтня 2018    | Брюссель, Бельгія             | Бельгія – Швейцарія                      | 2 – 1   | Ліга націй 2018—2019 | 0  | 0            | 0  |
| 7 червня 2019     | Львів, Україна                | Україна – Сербія                         | 5 – 0   | Кваліфікація ЧЄ 2020 | 2  | 0            | 0  |
| 9 вересня 2019    | Будапешт, Угорщина            | Угорщина – Словаччина                    | 1 – 2   | Кваліфікація ЧЄ 2020 | 7  | 1            | 0  |
| 13 жовтня 2019    | Варшава, Польща               | Польща – Північна Ірландія               | 2 – 0   | Кваліфікація ЧЄ 2020 | 9  | 0            | 0  |
| 14 листопада 2019 | Лондон, Англія                | Англія – Чорногорія                      | 7 – 0   | Кваліфікація ЧЄ 2020 | 1  | 0            | 0  |
| 8 жовтня 2020     | Сараєво, Боснія і Герцеговина | Боснія і Герцеговина – Північна Ірландія | 1 – 1   | Ліга націй 2018—2019 | 4  | 0            | 0  |
| 12 листопада 2020 | Белград, Сербія               | Сербія – Шотландія                       | 1 – 1   | Кваліфікація ЧЄ 2020 | 3  | 0            | 0  |
| 24 березня 2021   | Любляна, Словенія             | Словенія – Хорватія                      | 1 – 0   | Кваліфікація ЧС 2018 | 7  | 0            | 0  |
| 12 червня 2021    | Санкт-Петербург, Росія        | Бельгія – Росія                          | 3 – 0   | ЧЄ 2020              | 0  | 0            | 0  |
| 18 червня 2021    | Лондон, Англія                | Англія – Шотландія                       | 0 – 0   | ЧЄ 2020              | 2  | 0            | 0  |
| 23 червня 2021    | Будапешт, Угорщина            | Португалія – Франція                     | 2 – 2   | ЧЄ 2020              | 4  | 0            | 0  |
| 8 вересня 2021    | Скоп'є, Північна Македонія    | Північна Македонія – Румунія             | 0 – 0   | Кваліфікація ЧС 2022 | 4  | 0            | 0  |
| 8 жовтня 2021     | Казань, Росія                 | Росія – Словаччина                       | 1 – 0   | Кваліфікація ЧС 2022 | 3  | 0            | 0  |
| 16 листопада 2021 | Зениця, Боснія і Герцеговина  | Боснія і Герцеговина – Україна           | 0 – 2   | Кваліфікація ЧС 2022 | 3  | 0            | 0  |
| 5 червня 2022     | Кардіфф, Уельс                | Уельс – Україна                          | 1 – 0   | Кваліфікація ЧС 2022 | 5  | 0            | 0  |
| 27 вересня 2022   | Осло, Норвегія                | Норвегія – Сербія                        | 0 – 2   | Ліга Націй           | 2  | 0            | 0  |
| 25 листопада 2022 | Доха, Катар                   | Катар – Сенегал                          | 1 – 3   | ЧС 2022              | 6  | 0            | 0  |
| 29 листопада 2022 | Доха, Катар                   | Іран – США                               | 0 – 1   | ЧС 2022              | 4  | 0            | 0  |
| 9 грудня 2022     | Доха, Катар                   | Нідерланди – Аргентина                   | 2 – 2   | ЧС 2022              | 15 | 1            | 0  |